# 核不拡散・核軍縮に関する国際委員会
核不拡散・核軍縮に関する国際委員会（かくふかくさん・かくぐんしゅくにかんするこくさいいいんかい、英語: International Commission on Nuclear Non-proliferation and Disarmament、略称: ICNND）は、核兵器の廃絶を目指す国際機関である。

## 概要

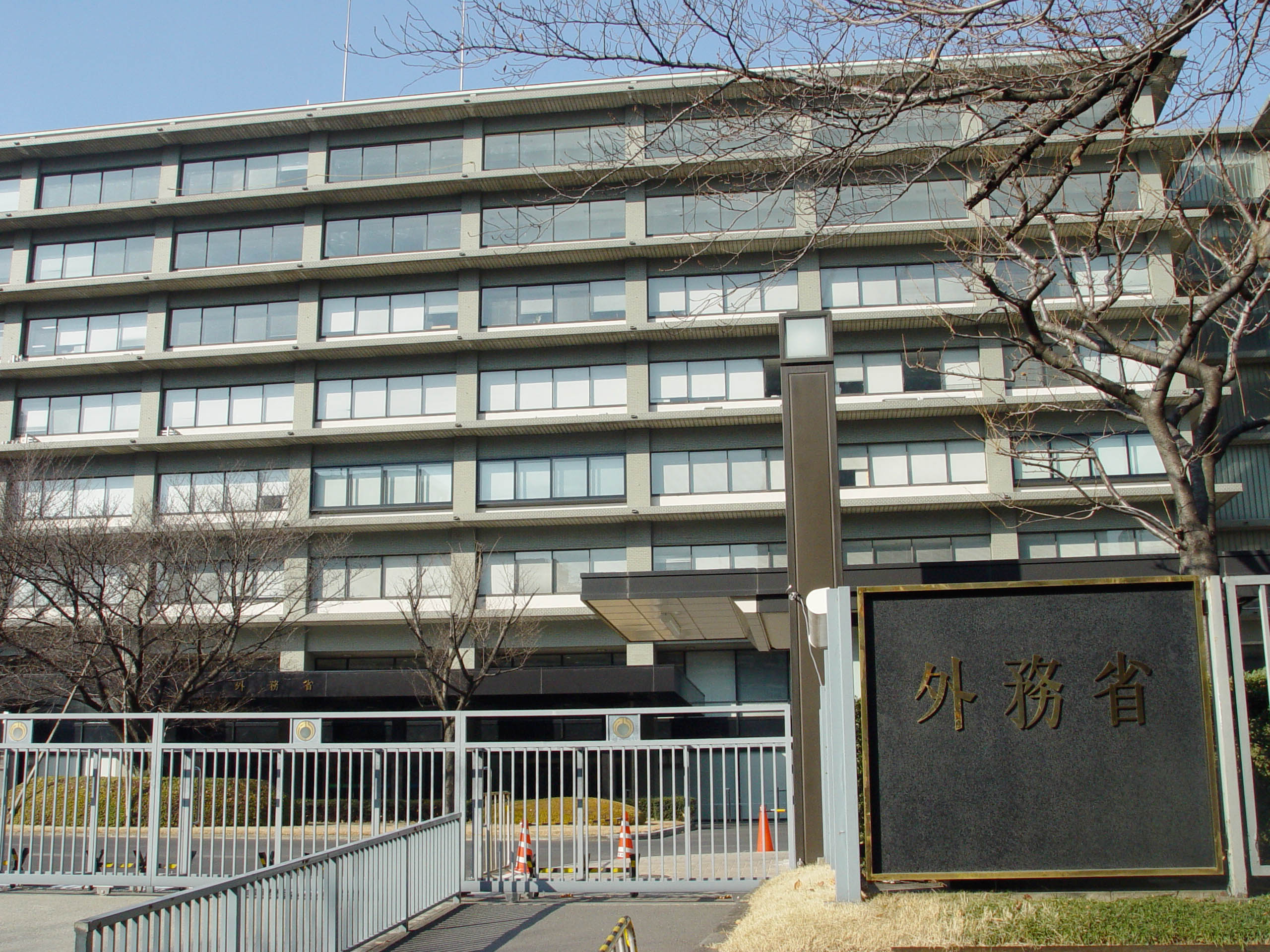
核不拡散・核軍縮に関する国際委員会東京事務所が設置される外務省庁舎

核不拡散・核軍縮に関する国際委員会は、核兵器廃絶を目指し、その方策を討議、提言する国際機関である。2010年に開催が予定される核拡散防止条約再検討会議に対し、核兵器の削減や廃止に至る手順を盛り込んだ報告書を提出することになっている。
委員会は、拠点をオーストラリア、日本の両国の首都に設置している。同委員会の事務局は、オーストラリア首都特別地域であるキャンベラ市に設置されており、オーストラリア外務貿易省の本部であるR・G・ケイシービルに入居している。また、同委員会の東京事務所は、東京都千代田区に設置されており、外務省庁舎に入居している。

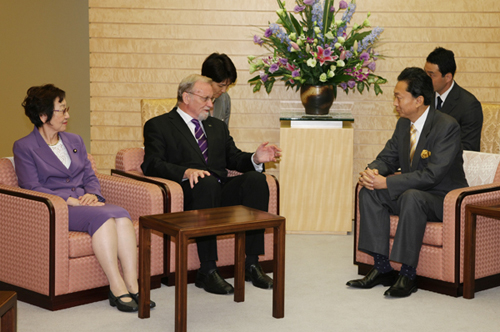
共同議長であるギャレス・エバンス（中央）、川口順子（右）。鳩山由紀夫内閣総理大臣（左）と（2009年10月16日、内閣総理大臣官邸にて）

## 組織
組織の長である共同議長には、オーストラリアの外務貿易大臣を務めたギャレス・エバンスと、日本の外務大臣を務めた川口順子の両名が就任している。
委員には、アメリカ合衆国の国防長官を務めたウィリアム・ペリーや、ドイツの連邦軍総監を務めたクラウス・ナウマンなど、各国の極めて高位の政治家および軍人が就任している。加えて、前述の委員らとは別に諮問委員会が設置されており、アメリカ合衆国の国務長官を務めたヘンリー・キッシンジャーとジョージ・シュルツや、ロンドン大学キングス・カレッジ戦争学部教授のローレンス・フリードマンらが諮問委員として活動している。

## 沿革

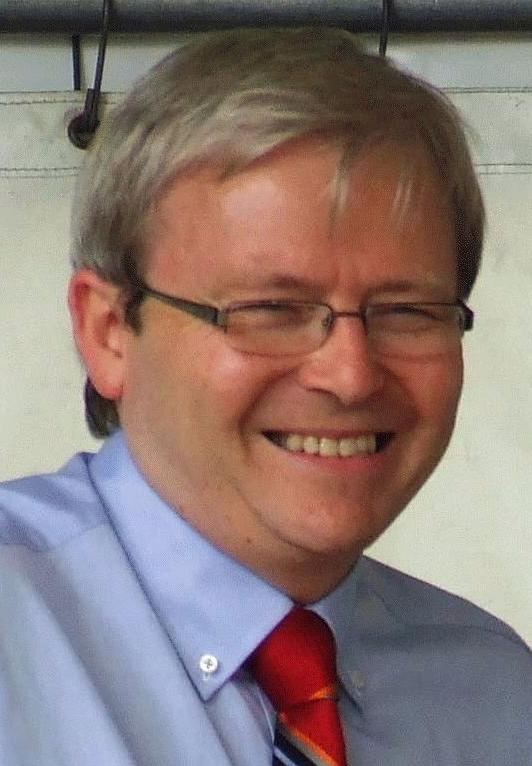
ケビン・ラッド

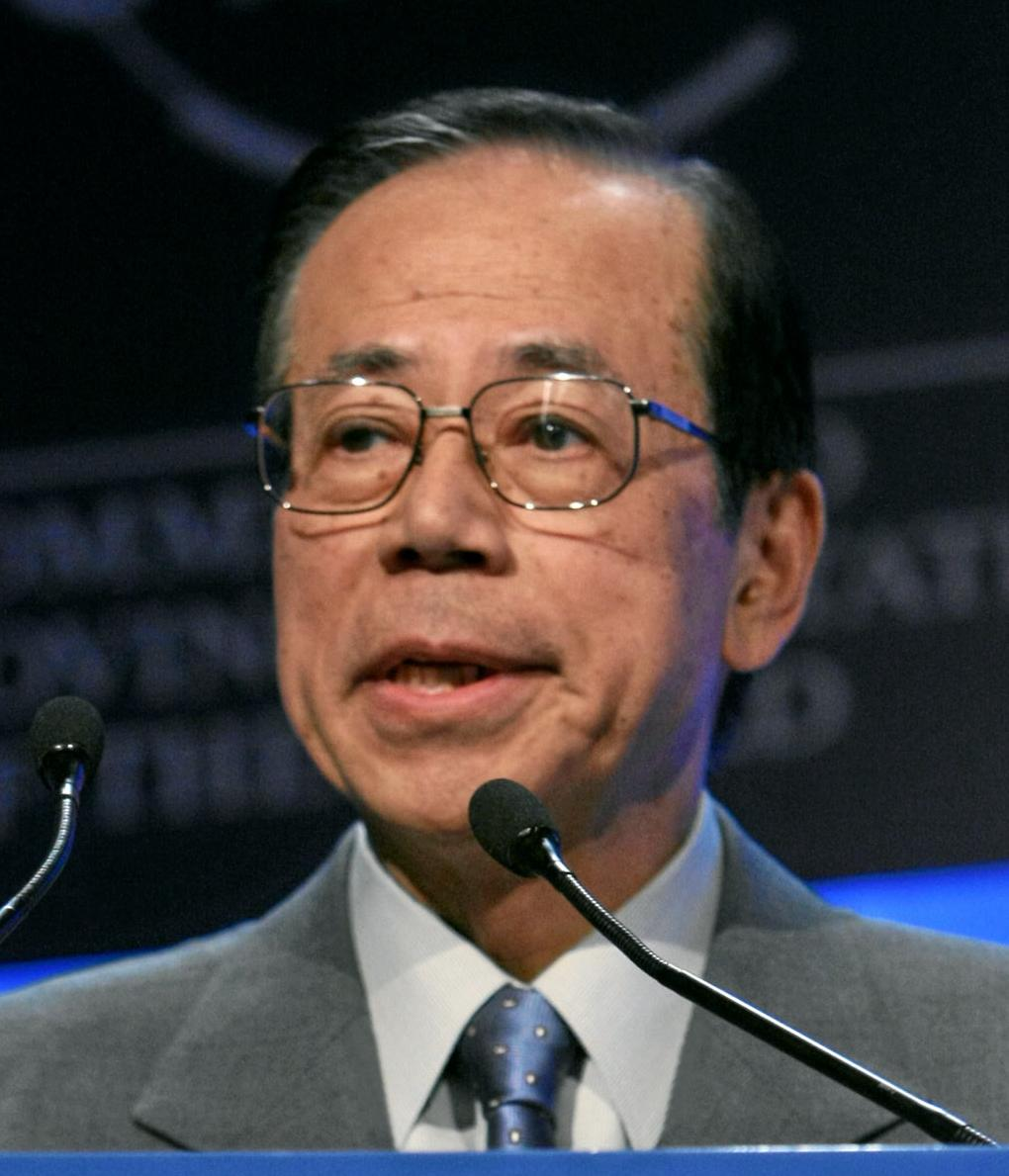
福田康夫

2008年6月、東京都にて開催された日豪首脳会談にて、オーストラリア首相のケビン・ラッドが核兵器削減を推進する国際機関の新設を打診した。内閣総理大臣の福田康夫がこれに賛同し、オーストラリアと日本の両国が先導して新たな国際機関を設置することで合意した。
このラッドと福田の合意に基づき、日本とオーストラリアの間で結ばれた日豪共同イニシアティブの中に、核不拡散・核軍縮に関する国際委員会の創設が盛り込まれた。これにより、二大核不保持先進国である日本とオーストラリアとが、ともに核兵器廃絶にを目指すことになり、その実現を図るべく核不拡散・核軍縮に関する国際委員会が誕生することになった。

## 構成
| 役職     | 氏名                             | 出身国           | 主要な経歴                        | 備考           |
| -------- | -------------------------------- | ---------------- | --------------------------------- | -------------- |
| 共同議長 | ギャレス・エバンス               | オーストラリア   | 外務貿易大臣                      |                |
| 共同議長 | 川口順子                         | 日本             | 外務大臣                          |                |
| 委員     | アリー・アラタス                 | インドネシア     | 外務大臣                          | 2008年12月死去 |
| 委員     | トゥルキ・アル・ファイサル王子   | サウジアラビア   | 総合情報庁長官                    |                |
| 委員     | アレクセイ・アルバトフ           | ロシア           | 国家会議軍事副委員長              |                |
| 委員     | グロ・ハーレム・ブルントラント   | ノルウェー       | 首相                              |                |
| 委員     | フレーネ・ジンワラ               | 南アフリカ共和国 | 国民議会議長                      |                |
| 委員     | フランソワ・エズブール           | フランス         | 国際戦略研究所理事長              |                |
| 委員     | ジェハンジール・カラマット       | パキスタン       | 統合参謀本部議長                  |                |
| 委員     | ブラジェーシュ・ミシュラ         | インド           | 国家安全保障顧問                  |                |
| 委員     | クラウス・ナウマン               | ドイツ           | 北大西洋条約機構 軍事委員会委員長 |                |
| 委員     | ウィリアム・ペリー               | アメリカ合衆国   | 国防長官                          |                |
| 委員     | 王英凡                           | 中国             | 国際連合政府代表部大使            |                |
| 委員     | シャーリー・ウィリアムズ         | イギリス         | 首相顧問                          |                |
| 委員     | サストロハンドヨ・ウィルヨノ     | インドネシア     | 国際原子力機関理事                | 2009年1月任命  |
| 委員     | エルネスト・セディージョ         | メキシコ         | 大統領                            |                |
| 諮問委員 | 阿部信泰                         | 日本             | 国際連合事務次長                  |                |
| 諮問委員 | シュロモ・ベン・アミ             | イスラエル       | 外務大臣                          |                |
| 諮問委員 | ハンス・ブリクス                 | スウェーデン     | 国際原子力機関事務局長            |                |
| 諮問委員 | ラクダール・ブラヒミ             | アルジェリア     | 国際連合事務総長特別代表          |                |
| 諮問委員 | ジョン・カールソン               | オーストラリア   | 保障措置・不拡散部長官            |                |
| 諮問委員 | ナビル・ファーミー               | エジプト         | 在アメリカ合衆国大使              |                |
| 諮問委員 | ルイーズ・フレシェット           | カナダ           | 国際連合副事務総長                |                |
| 諮問委員 | ローレンス・フリードマン         | イギリス         | ロンドン大学 キングスカレッジ教授 |                |
| 諮問委員 | ロベルト・ガルシア・モリタン     | アルゼンチン     | ジュネーブ軍縮会議議長            |                |
| 諮問委員 | 韓昇洲                           | 韓国             | 外交通商部長官                    |                |
| 諮問委員 | プラサド・カリヤワサム           | スリランカ       | 外務省次官補                      |                |
| 諮問委員 | ヘンリー・キッシンジャー         | アメリカ合衆国   | 国務長官                          |                |
| 諮問委員 | 近藤駿介                         | 日本             | 原子力委員会委員長                |                |
| 諮問委員 | アンヌ・ローベルジョン           | フランス         | アレヴァ最高経営責任者            |                |
| 諮問委員 | マーティン・レッツ               | オーストラリア   | ローウィー国際政策研究所 副所長   |                |
| 諮問委員 | パトリシア・ルイス               | アイルランド     | 国際連合軍縮研究所所長            |                |
| 諮問委員 | アントニオ・マルティーノ         | イタリア         | 国防大臣                          |                |
| 諮問委員 | サム・ナン                       | アメリカ合衆国   | 元老院軍事委員長                  |                |
| 諮問委員 | ロバート・オニール               | オーストラリア   | オックスフォード大学教授          |                |
| 諮問委員 | ジョージ・パーコヴィッチ         | アメリカ合衆国   | カーネギー財団副理事長            |                |
| 諮問委員 | V・R・ラガヴァン                 | インド           | 統合参謀本部作戦部長              |                |
| 諮問委員 | ジョージ・ロバートソン           | イギリス         | 北大西洋条約機構事務総長          |                |
| 諮問委員 | ミシェル・ロカール               | フランス         | 閣僚評議会議長                    |                |
| 諮問委員 | アダム・ダニエル・ロットフェルト | ポーランド       | 外務大臣                          |                |
| 諮問委員 | 佐藤行雄                         | 日本             | 国際連合政府代表部大使            |                |
| 諮問委員 | ジョージ・シュルツ               | アメリカ合衆国   | 国務長官                          |                |
| 諮問委員 | ハンス・バン・デン・ブリュック   | オランダ         | 欧州委員会委員                    |                |

- 「主要な経歴」には、軍事分野および外交分野を中心に代表的な役職を記載した。
- インドネシア出身のアリー・アラタスの死去にともない、サストロハンドヨ・ウィルヨノが任命された。

## 会議
- 第1回会合（2008年10月）
- 第2回会合（2009年2月）
- 中南米地域会合（2009年5月）
- 北東アジア地域会合（2009年5月）
- 第3回会合（2009年6月）
- 第4回会合（2009年10月）